# Grand Prix de l'Escaut 1980
La 68e édition du Grand Prix de l'Escaut a eu lieu le 29 juillet 1980. La course est remportée par le Belge Ludo Peeters (IJsboerke-Warncke Eis) qui a parcouru les 250 kilomètres en 5 h 56. Il est suivi à trois secondes par son compatriote René Martens (DAF Trucks-Lejeune) et à 1 min 15 s par le Néerlandais Jan Raas (TI-Raleigh-Creda).

## Équipes
| Équipes professionnelles (5)- IJsboerke-Warncke Eis - DAF Trucks-Lejeune - TI-Raleigh-Creda - Boule d'Or-Sunair-Colnago - La Redoute-Motobécane |
| |

## Classement
Quatre coureurs d'IJsboerke-Warncke Eis parviennent à se classer dans le top dix.
| \| Classement général \| Classement général \| Classement général \| Classement général \| Classement général \| \| Coureur \| Coureur \| Pays \| Équipe \| Temps \| \| ------------------ \| ------------------- \| ------------------ \| ---------------------- \| ------------------ \| \| 1er \| Ludo Peeters \| Belgique \| IJsboerke-Warncke Eis \| 5 h 56 min 00 s \| \| 2e \| René Martens \| Belgique \| DAF Trucks-Lejeune \| + 3 s \| \| 3e \| Jan Raas \| Pays-Bas \| TI-Raleigh-Creda \| + 1 min 15 s \| \| 4e \| Theo de Rooij \| Pays-Bas \| IJsboerke-Warncke Eis \| + 1 min 15 s \| \| 5e \| Eddy Schepers \| Belgique \| DAF Trucks-Lejeune \| + 1 min 15 s \| \| 6e \| Roger De Vlaeminck \| Belgique \| Boule d'Or-Studio Casa \| + 1 min 30 s \| \| 7e \| Jos Jacobs \| Belgique \| IJsboerke-Warncke Eis \| + 1 min 30 s \| \| 8e \| William Tackaert \| Belgique \| DAF Trucks-Lejeune \| + 1 min 30 s \| \| 9e \| Gery Verlinden \| Belgique \| IJsboerke-Warncke Eis \| + 1 min 30 s \| \| 10e \| Ferdi Van Den Haute \| Belgique \| La Redoute-Motobécane \| + 1 min 45 s \| |                     |          |                        |                 |
| |                     |          |                        |                 |
| |                     |          |                        |                 |
| Classement général |                     |          |                        |                 |
| Coureur | Coureur             | Pays     | Équipe                 | Temps           |
| 1er | Ludo Peeters        | Belgique | IJsboerke-Warncke Eis  | 5 h 56 min 00 s |
| 2e | René Martens        | Belgique | DAF Trucks-Lejeune     | + 3 s           |
| 3e | Jan Raas            | Pays-Bas | TI-Raleigh-Creda       | + 1 min 15 s    |
| 4e | Theo de Rooij       | Pays-Bas | IJsboerke-Warncke Eis  | + 1 min 15 s    |
| 5e | Eddy Schepers       | Belgique | DAF Trucks-Lejeune     | + 1 min 15 s    |
| 6e | Roger De Vlaeminck  | Belgique | Boule d'Or-Studio Casa | + 1 min 30 s    |
| 7e | Jos Jacobs          | Belgique | IJsboerke-Warncke Eis  | + 1 min 30 s    |
| 8e | William Tackaert    | Belgique | DAF Trucks-Lejeune     | + 1 min 30 s    |
| 9e | Gery Verlinden      | Belgique | IJsboerke-Warncke Eis  | + 1 min 30 s    |
| 10e | Ferdi Van Den Haute | Belgique | La Redoute-Motobécane  | + 1 min 45 s    |